# Želvička proměnlivá
Želvička proměnlivá (Homopus areolatus) je malý druh želvy z čeledi testudovití. Vyskytuje se v jižní Africe.

## Popis
Je to malý druh želvy spíše s plochým krunýřem, jehož barva je velmi variabilní. Na předních i zadních nohách má čtyři prsty. Tento druh vlastní výrazně zahnutý a ostrý zobák, tento konkrétní znak jim vynesl hojně používané anglické pojmenování "parrot-beaked dwart tortoise". Průměrná délka je 110 mm a dospělá váha bývá v rozmezí 140–300 g, přitom samci jsou menší než samice. Kromě toho samce můžeme rozlišit od samice podle jeho delšího ocasu a podle hlavy, která je větší a má i výraznější zobák. Barva samců bývá obvykle do oranžova až světle hnědá, ovšem samičky mají často barvu olivově hnědou. Silné a dlouhé drápy jí umožňují dobře se pohybovat i po poměrně příkrých kamenitých stěnách.

## Rozšíření a prostředí
Je to endemický druh Jihoafrické republiky. Vyskytuje se především v provinciích Západní a Východní Kapsko. Mírné podnebí jí umožňuje zůstat aktivní celoročně. Vzhledem k tomu že jí obecně nevyhovují vyprahlá místa ve vnitrozemí, najdeme ji spíše blíž k pobřeží, kde jsou příznivé nížiny. I tak ale nalezneme výjimky kdy na určitých místech ve vnitrozemí přežívají celé populace.

## Ohrožení
Je to poměrně hojný druh na rozdíl od jiných druhů stejného rodu proto bývá v angličtině označován jako "common padloper". Kvůli její malé velikosti se často stává kořistí různých predátorů. Loví je především vrány, šakalové, paviáni, zdivočelí psi a velká škála dalších. Z těchto důvodů je velice plachá a většinu času stráví pod kameny, listím a v dalších úkrytech. Kromě toho jsou velmi ohroženy vzrůstající frekvencí požárů, ničením vhodného prostředí, a taky dopravou. Z domestikovaných zvířat ji ohrožují nejen výše zmínění psi, ale i prasata. Z těchto důvodů je obchod s tímto druhem velmi regulovaný.

## Zajetí
Ačkoli je chována jen zřídka nemá žádný problém a zvyká si velmi dobře. Její strava totiž není nijak vysoce specializovaná.

## Rozmnožování
Obyčejně snůška obsahuje 2 až 4 vajíčka, která se líhnou v rozmezí 150–320 dnů. Během období rozmnožování dominantnímu samci často změní čenich barvu na oranžovou až červenou.